# Élections sénatoriales de 2011 dans l'Isère
Les élections sénatoriales en Isère ont lieu le dimanche 25 septembre 2011. Elles ont pour but d'élire les sénateurs représentant le département au Sénat pour un mandat de six années.

## Contexte départemental
Lors des élections sénatoriales du 23 septembre 2001 en Isère, quatre sénateurs ont été élus selon un mode de scrutin proportionnel : Jean Faure (UDF), Bernard Saugey (DL), Annie David (PCF) et Louis Mermaz (PS).
| Tête de liste  | Tête de liste          | Liste          | Voix  | %      | Élus |
| -------------- | ---------------------- | -------------- | ----- | ------ | ---- |
|                | Louis Mermaz           | PS-PCF         | 989   | 37,17  | 2    |
|                | Bernard Saugey         | DL-RPR         | 580   | 21,80  | 1    |
|                | Jean Faure             | UDF-RPR-DL     | 474   | 17,81  | 1    |
|                | Charles Descours       | RPR            | 354   | 13,30  |      |
|                | Françoise Lhuiller     | Verts          | 127   | 4,77   |      |
|                | Jean-François Delahais | MDC            | 86    | 3,23   |      |
|                | Gérard Maudrux         | UCF            | 30    | 1,13   |      |
|                | Pierre Vernet          | FN             | 11    | 0,41   |      |
|                | Henry Després          | MNR            | 10    | 0,38   |      |
|                |                        |                |       |        |      |
| Inscrits       | Inscrits               | Inscrits       | 2 719 | 100,00 |      |
| Abstentions    | Abstentions            | Abstentions    | 27    | 0,99   |      |
| Votants        | Votants                | Votants        | 2 692 | 99,01  |      |
| Blancs et nuls | Blancs et nuls         | Blancs et nuls | 31    | 1,14   |      |
| Exprimés       | Exprimés               | Exprimés       | 2 661 | 97,87  |      |

Depuis, tous les effectifs du collège électoral des grands électeurs ont été renouvelés, avec les élections législatives françaises de 2007, les élections régionales françaises de 2010, les élections cantonales de 2008 et 2011 et les élections municipales françaises de 2008.
Les sénateurs sortants Jean Faure et Louis Mermaz ne se représentent pas.

## Sénateurs sortants
| Sénateur | Sénateur       | Parti | Fonctions lors de l'élection en 2001                  |
| -------- | -------------- | ----- | ----------------------------------------------------- |
|          | Annie David    | PCF   | Conseillère municipale de Villard-Bonnot              |
|          | Louis Mermaz   | PS    | Député                                                |
|          | Jean Faure     | UMP   | Sénateur sortant, conseiller général, maire d'Autrans |
|          | Bernard Saugey | UMP   | Conseiller général                                    |

## Présentation des listes et des candidats
Les nouveaux représentants sont élus pour une législature de 6 ans au suffrage universel indirect par les 2974 grands électeurs du département. En Isère, les sénateurs sont élus au scrutin proportionnel plurinominal. Compte tenu des évolutions démographiques, leur nombre change en 2011, passant de 4 à 5 sénateurs à élire et 7 candidats doivent être présentés sur la liste pour qu'elle soit validée. Chaque liste de candidats est obligatoirement paritaire et alterne entre les hommes et les femmes. 9 listes ont été déposées dans le département. Elles sont présentées ici dans l'ordre de leur dépôt à la préfecture et comportent l'intitulé figurant aux dossiers de candidature.

### Union pour un mouvement populaire (dissidents)
| N° | Candidats | Candidats                   | Parti | Principale fonction                         |
| -- | --------- | --------------------------- | ----- | ------------------------------------------- |
| 01 |           | Philippe Langenieux-Villard | UMP   | Conseiller général, maire d'Allevard        |
| 02 |           | Martine Brun                | UMP   | Conseillère municipale de Morestel          |
| 03 |           | Bernard Legrand             | UMP   | Premier adjoint au maire de Coublevie       |
| 04 |           | Monique Rancoud-Guillon     | UMP   | Première adjointe au maire de Choranche     |
| 05 |           | Christian Melcion           | UMP   | Conseiller municipal d'Échirolles           |
| 06 |           | Geneviève Bellon            | DVD   | Conseillère municipale d'Annoisin-Chatelans |
| 07 |           | Roger Baboud-Besse          | DVD   |                                             |

### Union pour un mouvement populaire
| N° | Candidats | Candidats         | Parti | Principale fonction                                  |
| -- | --------- | ----------------- | ----- | ---------------------------------------------------- |
| 01 |           | Bernard Saugey    | UMP   | Sénateur sortant                                     |
| 02 |           | Andrée Rabilloud  | UMP   | Conseillère régionale, maire de Saint-Agnin-sur-Bion |
| 03 |           | Fabrice Marchiol  | UMP   | Conseiller régional, maire de La Mure                |
| 04 |           | Nathalie Beranger | UMP   | Conseillère municipale de Grenoble                   |
| 05 |           | Denis Séjourné    | UMP   | Maire d'Entre-deux-Guiers                            |
| 06 |           | Évelyne Michaud   | UMP   | Maire de Saint-Savin                                 |
| 07 |           | Marcel Bachasson  | UMP   | Conseiller général, maire de Roybon                  |

### Europe Écologie Les Verts
| N° | Candidats | Candidats              | Parti | Mandats                                                 |
| -- | --------- | ---------------------- | ----- | ------------------------------------------------------- |
| 01 |           | Raymond Avrillier      | EELV  |                                                         |
| 02 |           | Françoise Cloteau      | EELV  |                                                         |
| 03 |           | Pierre Savignat        | EELV  |                                                         |
| 04 |           | Isabelle Pichon-Martin | EELV  |                                                         |
| 05 |           | Olivier Finet          | EELV  | Conseiller municipal de Voiron                          |
| 06 |           | Marie-Odile Novelli    | EELV  | Conseillère régionale, conseillère municipale de Meylan |
| 07 |           | Claude Cassé           | EELV  | Conseiller municipal de La Balme-les-Grottes            |

### Union pour un mouvement populaire (dissidents) - Nouveau Centre
| N° | Candidats | Candidats          | Parti | Fonctions                                                      |
| -- | --------- | ------------------ | ----- | -------------------------------------------------------------- |
| 01 |           | Michel Savin       | UMP   | Conseiller général, maire de Domène                            |
| 02 |           | Frédérique Puissat | UMP   | Conseillère générale, maire de Château-Bernard                 |
| 03 |           | Christian Coigné   | NC    | Maire de Sassenage                                             |
| 04 |           | Annie Dutron       | UMP   | Conseillère municipale de Vienne                               |
| 05 |           | Olivier Bonnard    | UMP   | Président de la CC du Pays des Couleurs, maire de Creys-Mépieu |
| 06 |           | Mireille Quaix     | UMP   | Adjointe au maire de Corenc                                    |
| 07 |           | Robert Pinet       | DVD   | Maire de Saint-Bonnet-de-Chavagne                              |

### Front national
| N° | Candidats | Candidats         | Parti | Mandats               |
| -- | --------- | ----------------- | ----- | --------------------- |
| 01 |           | Maurice Faurobert | FN    | Conseiller régional   |
| 02 |           | Mireille d'Ornano | FN    | Conseillère régionale |
| 03 |           | Olivier Amos      | FN    |                       |
| 04 |           | Maryse Mennecart  | FN    |                       |
| 05 |           | Robert Arlaud     | FN    |                       |
| 06 |           | Adèle Thomas      | FN    |                       |
| 07 |           | Antonin Sabatier  | FN    |                       |

### MoDem (dissidents)
| N° | Candidats | Candidats           | Parti | Mandats                                        |
| -- | --------- | ------------------- | ----- | ---------------------------------------------- |
| 01 |           | Asra Wassfi         | MoDem | Conseillère municipale de Saint-Martin-d'Hères |
| 02 |           | Marc Diot           | MoDem |                                                |
| 03 |           | Geneviève Picard    | MoDem | Conseillère municipale de Saint-Ismier         |
| 04 |           | Benoît Jubault      | MoDem |                                                |
| 05 |           | Aude Giraudet       | MoDem |                                                |
| 06 |           | Xavier Denizot      | MoDem | Conseiller municipal de Saint-Martin-d'Hères   |
| 07 |           | Christel Cacciatore | MoDem |                                                |

¹ Ces candidats ont été suspendus par leur parti

### Divers droite
| N° | Candidats | Candidats          | Parti | Fonctions                              |
| -- | --------- | ------------------ | ----- | -------------------------------------- |
| 01 |           | Daniel Vitte       | DVD   | Conseiller général, maire de Montrevel |
| 02 |           | Catherine Kamowski | DVD   | Maire de Saint-Égrève                  |
| 03 |           | Jean Picchioni     | DVD   | Conseiller municipal des Adrets        |
| 04 |           | Brigitte Karyta    | DVD   | Adjointe au maire de Bourgoin-Jallieu  |
| 05 |           | Gilbert Mergoud    | DVD   | Maire des Avenières                    |
| 06 |           | Élisabeth Celard   | DVD   | Maire de Reventin-Vaugris              |
| 07 |           | Roger Cointe       | DVD   | Maire de Lavaldens                     |

### PS - PCF
| N° | Candidats | Candidats        | Parti | Fonctions                                                    |
| -- | --------- | ---------------- | ----- | ------------------------------------------------------------ |
| 01 |           | André Vallini    | PS    | Député, président du conseil général                         |
| 02 |           | Annie David      | PCF   | Sénatrice sortante, conseillère municipale de Villard-Bonnot |
| 03 |           | Jacques Chiron   | PS    | Conseiller général, adjoint au maire de Grenoble             |
| 04 |           | Éliane Giraud    | PS    | Conseillère régionale                                        |
| 05 |           | Serge Revel      | PS    | Conseiller général, conseiller municipal de Pressins         |
| 06 |           | Agnès Reboux     | PS    | Maire de Luzinay                                             |
| 07 |           | Alain Cottalorda | PS    | Conseiller général, maire de Bourgoin-Jallieu                |

### Parti radical de gauche
| N° | Candidats | Candidats         | Parti | Fonctions |
| -- | --------- | ----------------- | ----- | --------- |
| 01 |           | Miloud Sebeibit   | PRG   |           |
| 02 |           | Brigitte Raffour  | PRG   |           |
| 03 |           | Philippe Marecaux | PRG   |           |
| 04 |           | Lydie Colliat     | PRG   |           |
| 05 |           | Dominique Falaise | PRG   |           |
| 06 |           | Sandrine Gonthier | PRG   |           |
| 07 |           | Joseph Piscitello | PRG   |           |

## Résultats
| Tête de liste  | Tête de liste               | Liste          | Voix  | %      | Élus |
| -------------- | --------------------------- | -------------- | ----- | ------ | ---- |
|                | André Vallini               | PS-PCF         | 1 270 | 46,22  | 3    |
|                | Bernard Saugey              | UMP            | 480   | 17,47  | 1    |
|                | Michel Savin                | UMP-NC         | 458   | 16,67  | 1    |
|                | Philippe Langenieux-Villard | UMP            | 168   | 6,11   |      |
|                | Raymond Avrillier           | EELV           | 164   | 5,97   |      |
|                | Daniel Vitte                | DVD            | 137   | 4,99   |      |
|                | Maurice Faurobert           | FN             | 45    | 1,64   |      |
|                | Asra Wassfi                 | MoDem          | 22    | 0,80   |      |
|                | Miloud Sebeibit             | PRG            | 4     | 0,15   |      |
|                |                             |                |       |        |      |
| Inscrits       | Inscrits                    | Inscrits       | 2 798 | 100,00 |      |
| Abstentions    | Abstentions                 | Abstentions    | 22    | 0,79   |      |
| Votants        | Votants                     | Votants        | 2 776 | 99,21  |      |
| Blancs et nuls | Blancs et nuls              | Blancs et nuls | 28    | 1,00   |      |
| Exprimés       | Exprimés                    | Exprimés       | 2 748 | 98,21  |      |

### Sénateurs élus
| Sénateur | Sénateur       | Parti |
| -------- | -------------- | ----- |
|          | Annie David    | PCF   |
|          | André Vallini  | PS    |
|          | Jacques Chiron | PS    |
|          | Bernard Saugey | UMP   |
|          | Michel Savin   | UMP   |